# Ambalema
Ambalema – miasto w Kolumbii, w departamencie Tolima.